# Elia Viviani
Elia Viviani (Isola della Scala, 7 de fevereiro de 1989 (36 anos)) é um desportista italiano que compete no ciclismo nas modalidades de pista, especialista nas provas de pontuação, madison e omnium, e estrada, pertencendo à equipa Ineos Grenadiers desde o ano 2022.
Participou em três Jogos Olímpicos de Verão, obtendo duas medalhas, ouro em Rio de Janeiro 2016 e bronze em Tóquio 2020, ambas na prova de omnium, e o sexto lugar em Londres 2012 na mesma prova.
Ganhou sete medalhas no Campeonato Mundial de Ciclismo em Pista entre os anos 2011 e 2023, e catorze medalhas no Campeonato Europeu de Ciclismo em Pista entre os anos 2008 e 2023.
Em estrada conseguiu cinco vitórias de etapa no Giro d'Italia, uma em 2015 e quatro em 2018, três vitórias de etapa na Volta a Espanha de 2018 e uma vitória de etapa no Tour de France de 2019. Também obteve duas medalhas no Campeonato Europeu de Ciclismo em Estrada, ouro em 2019 e prata em 2017, ambas na prova em linha masculina.
Foi o porta bandeira da Itália na cerimónia de abertura dos Jogos Olímpicos de Verão de 2020. Está casado com a ciclista Elena Cecchini, e seu irmão Attilio também é um ciclista profissional.

## Medalheiro internacional
| Jogos Olímpicos    | Jogos Olímpicos            | Jogos Olímpicos   | Jogos Olímpicos         |
| Ano                | Lugar                      | Medalha           | Competição              |
| ------------------ | -------------------------- | ----------------- | ----------------------- |
| 2016               | Rio de Janeiro ( Brasil)   | Medalha de ouro   | Omnium                  |
| 2020               | Tóquio ( Japão)            | Medalha de bronze | Omnium                  |
| Campeonato Mundial |                            |                   |                         |
| Ano                | Lugar                      | Medalha           | Competição              |
| 2011               | Apeldoorn ( Países Baixos) | Medalha de prata  | Scratch                 |
| 2015               | Saint-Quentin ( França)    | Medalha de prata  | Madison                 |
| 2015               | Saint-Quentin ( França)    | Medalha de bronze | Omnium                  |
| 2021               | Roubaix ( França)          | Medalha de ouro   | Eliminação              |
| 2021               | Roubaix ( França)          | Medalha de bronze | Omnium                  |
| 2022               | Saint-Quentin ( França)    | Medalha de ouro   | Eliminação              |
| 2023               | Glasgow ( Reino Unido)     | Medalha de bronze | Eliminação              |
| Campeonato Europeu |                            |                   |                         |
| Ano                | Lugar                      | Medalha           | Competição              |
| 2008               | Alkmaar ( Países Baixos)   | Medalha de bronze | Omnium                  |
| 2011               | Apeldoorn ( Países Baixos) | Medalha de bronze | Omnium                  |
| 2012               | Panevėžys ( Lituânia)      | Medalha de ouro   | Pontuação               |
| 2012               | Panevėžys ( Lituânia)      | Medalha de bronze | Perseguição por equipas |
| 2012               | Panevėžys ( Lituânia)      | Medalha de bronze | Madison                 |
| 2013               | Apeldoorn ( Países Baixos) | Medalha de ouro   | Madison                 |
| 2013               | Apeldoorn ( Países Baixos) | Medalha de ouro   | Omnium                  |
| 2014               | Baie-Mahault ( França)     | Medalha de ouro   | Omnium                  |
| 2015               | Grenchen ( Suíça )         | Medalha de ouro   | Omnium                  |
| 2018               | Glasgow ( Reino Unido)     | Medalha de ouro   | Perseguição por equipas |
| 2018               | Glasgow ( Reino Unido)     | Medalha de prata  | Omnium                  |
| 2019               | Apeldoorn ( Países Baixos) | Medalha de ouro   | Eliminação              |
| 2022               | Munique ( Alemanha)        | Medalha de ouro   | Eliminação              |
| 2023               | Grenchen ( Suíça )         | Medalha de prata  | Madison                 |

| Campeonato Europeu | Campeonato Europeu       | Campeonato Europeu | Campeonato Europeu |
| Ano                | Lugar                    | Medalha            | Competição         |
| ------------------ | ------------------------ | ------------------ | ------------------ |
| 2017               | Herning ( Dinamarca)     | Medalha de prata   | Rota               |
| 2019               | Alkmaar ( Países Baixos) | Medalha de ouro    | Rota               |

## Palmarés

### Estrada
| - 2009 - La Popolarissima - 2010 - La Popolarissima - 1 etapa da Volta a Cuba - 1 etapa do Volta à Turquia - Memorial Marco Pantani - Binche-Tournai-Binche - 2011 - Grande Prêmio Costa dos Etruscos - Tour de Bombay - 1 etapa do Volta à Eslovénia - Coppa Città dei Stresa - 2 etapas do USA Pro Cycling Challenge - 1 etapa do Giro de Padania - 1 etapa do Tour de Pequim - 2012 - 1 etapa do Tour de San Luis - Grande Prêmio Costa dos Etruscos - Giro de Reggio Calabria, mais 2 etapas - 1 etapa da Settimana Coppi e Bartali - 1 etapa do Tour de Pequim - 2013 - 1 etapa da Critério do Dauphiné - Tour de Elk Grove, mais 2 etapas - Dutch Food Valley Classic - 1 etapa da Volta à Grã-Bretanha - 2014 - 1 etapa da Settimana Coppi e Bartali - 2 etapas do Volta à Turquia - 1 etapa do Volta à Eslovénia - 1 etapa do USA Pro Cycling Challenge - Coppa Bernocchi - 2015 - 1 etapa do Tour de Dubai - 1 etapa do Giro d'Italia - 1 etapa do Eneco Tour - 3 etapas da Volta à Grã-Bretanha - 2 etapas do Tour de Abu Dhabi - 2016 - 1 etapa do Tour de Dubai - 1 etapa dos Três Dias de Panne - 2017 - 1 etapa do Volta à Romandia - 1 etapa da Ruta del Sur - 2 etapas da Volta à Áustria - 2.º no Campeonato Europeu em Estrada - EuroEyes Cyclassics - 2 etapas do Tour de Poitou-Charentes - Bretagne Classic - 1 etapa da Volta à Grã-Bretanha | - 2018 - 1 etapa do Tour Down Under - Tour de Dubai, mais 2 etapas - 1 etapa do Tour de Abu Dhabi - Três Dias de Bruges–De Panne - 4 etapas do Giro d'Italia, mais classificação por pontos - 3 etapas da Adriatica Ionica - Campeonato da Itália em Estrada - EuroEyes Classics - 3 etapas da Volta a Espanha - 2019 - 1 etapa do Tour Down Under - Cadel Evans Great Ocean Road Race - 1 etapa do UAE Tour - 1 etapa da Tirreno-Adriático - 2 etapas da Volta à Suíça - 1 etapa do Tour de France - RideLondon-Surrey Classic - Campeonato Europeu em Estrada - EuroEyes Classics - 1 etapa do Tour da Eslováquia - 2021 - Grande Prêmio Cholet-Pays de Loire - 2 etapas da Adriatica Ionica - 2 etapas do Tour Poitou-Charentes em Nova Aquitania - Grande Prêmio de Fourmies - Grande Prêmio de Isbergues - 2022 - 1 etapa do Tour La Provence - 1 etapa da CRO Race - 2023 - 1 etapa da CRO Race - 1 etapa do Tour de Guangxi |

### Pista
- 2006
  - Campeonato da Itália em madison

- 2007
  - Campeonato da Itália em madison

- 2008
  - 3.º no Campeonato Europeu Perseguição por Equipas sub-23 (fazendo equipa com Omar Bertazzo, Davide Cimolai e Marco Coledan) 
  - Campeonato Europeu Scratch sub-23  
  - 3.º no Campeonato Europeu Omnium 
  - Campeonato Europeu Madison sub-23 (fazendo casal com Tomas Alberio)  
  - Campeonato da Itália de perseguição por equipas (com Alex Buttazzoni, Davide Cimolai, Gianni Da Ros e Jacopo Guarnieri)

- 2009
  - Campeonato da Itália de perseguição por equipas (com Daniel Oss, Davide Cimolai e Jacopo Guarnieri)

- 2010
  - Campeonato da Itália em Omnium

- 2011
  - 2.º no Campeonato Mundial Scratch 
  - 3.º no Campeonato Europeu Omnium 
  - Campeonato da Itália em perseguição  
  - Campeonato da Itália em Pontuação  
  - Campeonato da Itália em madison (com Davide Cimolai)

- 2012
  - Campeonato Europeu Pontuação  
  - 3.º no Campeonato Europeu Madison (fazendo casal com Angelo Ciccone) 
  - 3.º no Campeonato Europeu em Perseguição por equipas (fazendo casal com Paolo Simion, Liam Bertazzo e Ignazio Moser) 
  - Campeonato da Itália em Perseguição por equipas (fazendo equipa com Alessandro De Marchi, Alex Buttazzoni e Angelo Ciccone)  
  - Campeonato da Itália em madison

- 2013
  - Campeonato Europeu Pontuação  
  - Campeonato Europeu Madison (fazendo casal com Liam Bertazzo)  
  - Campeonato Europeu depois de moto  
  - Campeão da Europa de Derny
  - Campeonato da Itália de perseguição por equipas (com Marco Coledan, Alex Buttazzoni e Paolo Simion)   
  - Campeonato da Itália em pontuação  
  - Campeonato da Itália em madison

- 2014
  - Campeonato Europeu em Omnium  
  - Campeonato da Itália em Omnium

- 2015
  - 2.º no Campeonato do Mundo em Madison (fazendo casal com Marco Coledan)  
  - 3.º no Campeonato do Mundo em Omnium 
  - Campeonato Europeu em Omnium

- 2016
  - Campeonato Olímpico em Omnium

- 2018
  - Campeonato Europeu em Perseguição por equipas (com Filippo Ganna, Francesco Lamon e Michele Scartezzini)  
  - 2.º no Campeonato Europeu Omnium 
  - Seis dias de Gante com Iljo Keisse

- 2019
  - Campeonato da Itália em Omnium  
  - Campeonato Europeu em Eliminação  
  - Seis dias de Londres com (Simone Consonni)

- 2021
  - 3.º no Campeonato Olímpico em Omnium 
  - Campeonato da Itália em pontuação  
  - 3.º no Campeonato do Mundo em Omnium 
  - Campeonato Mundial em Eliminação

- 2022
  - Campeonato Mundial em Eliminação  
  - Campeonato Europeu em Eliminação  
  - Campeonato da Itália em Omnium  
  - Campeonato da Itália em pontuação

## Resultados

### Grandes Voltas
| Corrida | Corrida         | 2010 | 2011 | 2012  | 2013  | 2014  | 2015  | 2016  | 2017 | 2018  | 2019  | 2020  | 2021  | 2022 | 2023 |
| ------- | --------------- | ---- | ---- | ----- | ----- | ----- | ----- | ----- | ---- | ----- | ----- | ----- | ----- | ---- | ---- |
|         | Giro d'Italia   | —    | —    | —     | 119.º | 145.º | 125.º | F. c. | —    | 132.º | Ab.   | 112.º | 135.º | —    | —    |
|         | Tour de France  | —    | —    | —     | —     | 162.º | —     | —     | —    | —     | 130.º | 135.º | —     | —    | —    |
|         | Volta a Espanha | —    | —    | 128.º | —     | —     | —     | —     | —    | 145.º | —     | —     | —     | —    | —    |

| —: Não participou | Ab: Abandono | F. c.: fora de controle |

### Clássicas, Campeonatos e JJ. OO.
| Corrida                   | Corrida                   | 2010 | 2011 | 2012  | 2013  | 2014 | 2015 | 2016 | 2017 | 2018 | 2019 | 2020 | 2021 | 2022  | 2023 |
| ------------------------- | ------------------------- | ---- | ---- | ----- | ----- | ---- | ---- | ---- | ---- | ---- | ---- | ---- | ---- | ----- | ---- |
| Omloop Het Nieuwsblad     | Omloop Het Nieuwsblad     | —    | —    | —     | —     | —    | Ab.  | Ab.  | —    | —    | —    | —    | —    | —     | —    |
| Kuurne-Bruxelas-Kuurne    | Kuurne-Bruxelas-Kuurne    | —    | —    | —     | X     | —    | 3.º  | Ab.  | —    | —    | —    | —    | —    | —     | —    |
| Strade Bianche            | Strade Bianche            | —    | —    | —     | —     | —    | Ab.  | —    | —    | —    | —    | —    | —    | —     | —    |
|                           | Milão-Sanremo             | —    | —    | 108.º | 108.º | —    | —    | 84.º | 9.º  | 19.º | 65.º | 39.º | 69.º | 116.º | —    |
| E3 Saxo Bank Classic      | E3 Saxo Bank Classic      | —    | —    | —     | 66.º  | —    | Ab.  | Ab.  | —    | —    | —    | X    | —    | —     | —    |
| Gante-Wevelgem            | Gante-Wevelgem            | —    | —    | —     | 15.º  | —    | Ab.  | Ab.  | —    | 2.º  | 19.º | —    | —    | 69.º  | —    |
| Através de Flandres       | Através de Flandres       | —    | —    | —     | —     | —    | —    | —    | —    | Ab.  | —    | X    | 31.º | 104.º | —    |
|                           | Volta à Flandres          | —    | Ab.  | —     | Ab.   | —    | Ab.  | —    | —    | —    | —    | —    | —    | —     | —    |
| Scheldeprijs              | Scheldeprijs              | —    | —    | —     | —     | 42.º | Ab.  | 46.º | 2.º  | —    | —    | —    | —    | —     | —    |
|                           | Paris-Roubaix             | —    | —    | —     | —     | —    | —    | Ab.  | Ab.  | —    | —    | X    | —    | —     | —    |
| Clássica de San Sebastián | Clássica de San Sebastián | —    | —    | Ab.   | —     | —    | —    | —    | —    | —    | —    | X    | —    | —     | —    |
| Cyclassics Hamburg        | Cyclassics Hamburg        | 78.º | —    | —     | 5.º   | —    | 14.º | —    | 1.º  | 1.º  | 1.º  | X    | X    | 25.º  | 3.º  |
| Bretagne Classic          | Bretagne Classic          | —    | —    | —     | 7.º   | 31.º | 15.º | —    | 1.º  | —    | 69.º | —    | —    | 52.º  | 9.º  |
| Grande Prêmio de Quebec   | Grande Prêmio de Quebec   | Ab.  | —    | —     | —     | —    | —    | —    | —    | —    | —    | X    | X    | —     | —    |
| Grande Prêmio de Montreal | Grande Prêmio de Montreal | Ab.  | —    | —     | —     | —    | —    | —    | —    | —    | —    | X    | X    | —     | —    |
| Paris-Tours               | Paris-Tours               | —    | —    | —     | —     | —    | —    | 23.º | —    | —    | —    | —    | —    | —     | —    |
| J.O. (Rota)               | J.O. (Rota)               | ND   | ND   | 38.º  | ND    | ND   | ND   | —    | ND   | ND   | ND   | ND   | —    | ND    | ND   |
| Mundial em Estrada        | Mundial em Estrada        | —    | 80.º | —     | —     | —    | 89.º | 20.º | 57.º | —    | —    | —    | —    | —     | —    |
| Europeu em Estrada        | Europeu em Estrada        | X    | X    | X     | X     | X    | X    | —    | 2.º  | —    | 1.º  | —    | —    | 7.º   | 44.º |
| Itália em Estrada         | Itália em Estrada         | —    | —    | —     | —     | Ab.  | —    | 33.º | Ab.  | 1.º  | Ab.  | Ab.  | —    | 14.º  | Ab.  |
| Itália Contrarrelógio     | Itália Contrarrelógio     | —    | —    | 17.º  | —     | —    | —    | —    | —    | —    | —    | —    | —    | —     | —    |

| —: Não participou | Ab: Abandono | X: Edição não celebrada | ND: Edição não disputada |

## Equipas
- Liquigas/Cannondale (2010-2014)
  - Liquigas-Doimo (2010)
  - Liquigas-Cannondale (2011-2012)
  - Cannondale Pro Cycling (2013)
  - Cannondale (2014)
- Team Sky (2015-2017)
- Quick Step (2018-2019)
  - Quick-Step Floors (2018)
  - Deceuninck-Quick Step (2019)
- Cofidis (2020-2021)
- Ineos Grenadiers (2022-)